# Stazione di Fuscaldo
Stazione di Fuscaldo vasútállomás Olaszországban, Fuscaldo településen.

## Vasútvonalak
Az állomást az alábbi vasútvonalak érintik:
- Battipaglia–Reggio di Calabria-vasútvonal

## Kapcsolódó állomások
A vasútállomáshoz az alábbi állomások vannak a legközelebb:
- Stazione di Paola
- Stazione di Guardia Piemontese Terme